# Eszteregnye
Eszteregnye is een plaats (község) en gemeente in het Hongaarse comitaat Zala. Eszteregnye telt 746 inwoners (2001).